# 60 Minutes Sports
60 Minutes Sports est un magazine d'information qui a été diffusé sur Showtime de janvier 2013 à mars 2017. C'est un dérivé de 60 Minutes, une émission diffusée par le réseau parent de Showtime, CBS, qui met l'accent sur des sujets liés au sport, des interviews de personnalités et des reportages sportifs tirés des archives de 60 Minutes.
Le président de CBS News, Jeff Fager, a déclaré que le programme «offrirait les mêmes reportages originaux de haute qualité et les mêmes excellents récits auxquels nos téléspectateurs s'attendent tous les dimanches soir sur CBS»; le premier épisode présentait un reportage sur le scandale de dopage de Lance Armstrong, une interview de Lionel Messi et une mise à jour d'un reportage antérieur sur Alex Honnold. Le Los Angeles Times a noté que la série était probablement destinée à concurrencer Real Sports, un magazine d'information sportive similaire diffusé par HBO.
En janvier 2017, un porte-parole de CBS News a confirmé à TVNewser que 60 Minutes Sports sera annulé. Son dernier épisode a été diffusé le 7 mars 2017.
Le 26 mai 2020, en raison de la pandémie de Covid-19, CBS a annoncé qu'elle diffuserait une compilation de six épisodes de 60 Minutes Sports le week-end après-midi du 30 mai au 14 juin, sous le titre de 60 Minutes Sports: Timeless Stories.